# Paul Jessup (lekkoatleta)
Paul Boulet Jessup (ur. 23 września 1908 w Bellingham, zm. 27 października 1992 w Palm Beach) – amerykański lekkoatleta, dyskobol, olimpijczyk.

## Kariera sportowa
23 sierpnia 1931 w Pittsburghu, podczas mistrzostw Stanów Zjednoczonych (AAU) ustanowił rekord świata w rzucie dyskiem wynikiem 51,73 m, poprawionym dopiero w 1934 przez Haralda Anderssona.
Zajął 8. miejsce w rzucie dyskiem na igrzyskach olimpijskich w 1932 w Los Angeles.
Był mistrzem Stanów Zjednoczonych (AAU) w rzucie dyskiem w 1930 i 1931, wicemistrzem w 1932 oraz brązowym medalistą w 1929, a także brązowym medalistą w pchnięciu kulą w 1930 i 1931. Był akademickim mistrzem Stanów Zjednoczonych (NCAA) w rzucie dyskiem w 1930.

## Rekordy życiowe
źródło:
- rzut dyskiem – 51,73 m (23 sierpnia 1930, Pittsburgh)
- pchnięcie kulą – 15,44 m (26 kwietnia 1930, Palo Alto)